# Xyletinus obsoletus
Xyletinus obsoletus är en skalbaggsart som beskrevs av White 1973. Xyletinus obsoletus ingår i släktet Xyletinus och familjen trägnagare. Inga underarter finns listade i Catalogue of Life.